# Новые Чукалы (Татарстан)
Но́вые Чукалы́ (тат. Яңа Чокалы) — село в Дрожжановском районе Республики Татарстан, в составе Новоильмовского сельского поселения.

## География
Село находится в бассейне реки Цильна, в 9 км к юго-востоку от села Старое Дрожжаное.

## История
Село основано в XVIII веке.
До 1860-х годов жители относились к категории государственных крестьян (выполняли лашманную повинность). Их основные занятия в этот период – земледелие и скотоводство, было распространено отходничество на фабрики и заводы, сезонные сельскохозяйственные работы.
В «Списке населенных мест по сведениям 1859 года», изданном в 1863 году, населённый пункт упомянут как лашманская деревня Новые Татарские Чукалы 1-го стана Буинского уезда Симбирской губернии. Располагалась при вершине реки Большой Цыльны, на торговой дороге в село Астрадамовку Алатырского уезда, в 62 верстах от уездного города Буинска и в 25 верстах от становой квартиры во владельческой деревне Малая Цыльна. В деревне в 105 дворах жили 720 человек (364 мужчины и 356 женщин). Были 2 мечети.
В начале XX века в селе функционировали 20 торгово-промышленных заведений, 3 мечети, 2 медресе. В этот период земельный надел сельской общины составлял 1835,9 десятин.
В 1930 году в селе организованы колхозы «Горняк» и им. Баумана, с 2013 года земли села в хозяйственном управлении филиала ООО «Ак Барс Дрожжаное».
До 1920 года село входило в Городищенскую волость Буинского уезда Симбирской губернии. С 1920 года в составе Буинского кантона ТАССР. С 10 августа 1930 года в Дрожжановском, с 1 февраля 1963 года в Буинском, с 30 декабря 1966 года в Дрожжановском районах.

## Население
| 1859 | 1897 | 1913 | 1920 | 1926 | 1938 | 1949 | 1958 | 1970 | 1979 | 1989 | 2002 | 2010 | 2018 |
| ---- | ---- | ---- | ---- | ---- | ---- | ---- | ---- | ---- | ---- | ---- | ---- | ---- | ---- |
| 720  | 1584 | 2193 | 2172 | 2406 | 2184 | 1842 | 1366 | 1102 | 812  | 487  | 424  | 387  | 339  |

Национальный состав села: татары.

## Экономика
Жители села работают преимущественно в филиале ООО «Ак Барс Дрожжаное», занимаются растениеводством, овощеводством, животноводством.

## Социальная инфраструктура
Филиал средней школы, дом культуры, библиотека, фельдшерско-акушерский пункт.

## Религиозные объекты
Мечеть.

## Известные уроженцы
Равиль Мифтахович Низаметдинов — Герой Социалистического Труда.